# Ernst Lubitsch
Ernst Lubitsch, (Berlin, 28. siječnja 1892. – Hollywood, Los Angeles, 30. studenog 1947.), bio je njemački filmski redatelj.

## Životopis
Lubitsch započinje svoju redateljsku karijeru 1914. a njegov ugled raste u drugoj polovini 1910-ih zahvaljujući ekranizaciji Gustave Flaubertovog klasika Madame Bovary (1919.). Seli iz Njemačke u Hollywood 1922., na poziv Mary Pickford. Postaje poznat po svojim sofisticiranim komedijama te režira filmove The Marriage Circle (1924.) i Lady Windermere's Fan (1926.), po istoimenoj drami Oscara Wildea.
S dolaskom zvučnog filma Lubitsch se dokazuje kao sposoban redatelj u žanru glazbenih komedija, između ostalih s Oscarom nominiranim filmom iz 1931. The Smiling Lieutenant (1931.) s Mauriceom Chevalierom u glavnoj ulozi. Nastavlja s komedijama i tijekom 1930-oh i 1940-ih, koje su ponekad i satirične kao u filmu Ninočka (1939.) s Gretom Garbo, po scenariju Billya Wildera, ili pak još s mračnijim humorom poput anti-nacističkog filma, Biti ili ne biti (1942.) s Carolom Lombard.
1947. je Lubitsch nagrađen Oscarom za životno djelo a preminuo je kasnije iste godine.
U njegovom rodnom gradu Berlinu na adresi Bleibtreustrasse 47 nalazi se restoran, Lubitsch, nazvan po redatelju.